# Norifumi Abe

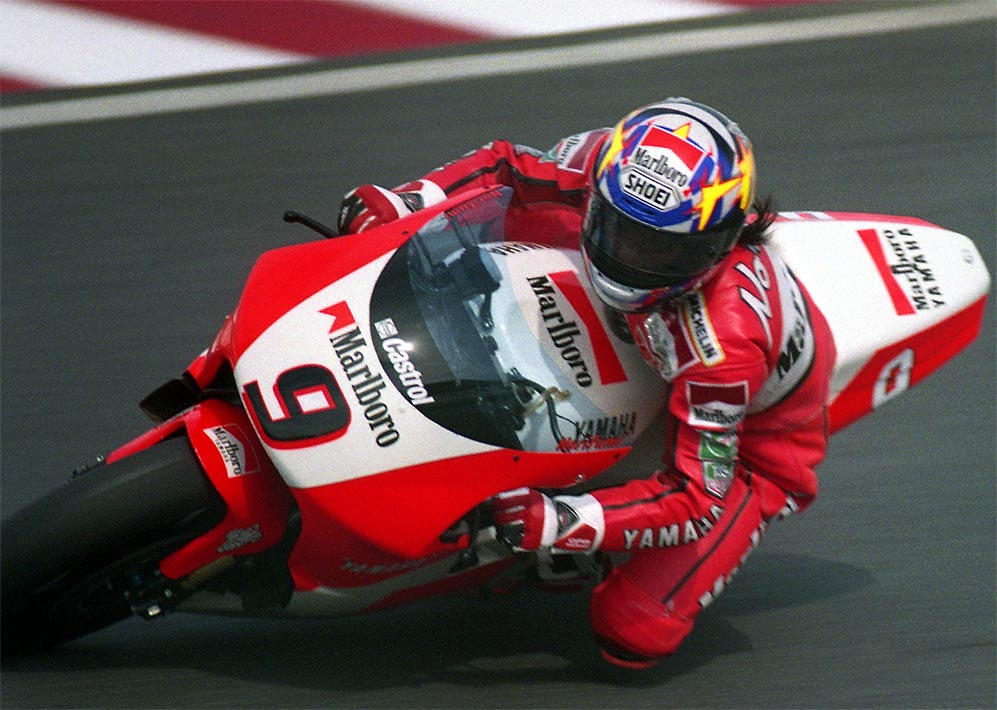

Norifumi Abe (Japans: 阿部 典史, Abe Norifumi) (Tokio, 7 september 1975 - Kawasaki, 7 oktober 2007) was een Japans motorcoureur.
In de Engelstalige wereld stond hij bekend als Norick Abe (ノリック・アベ). Zijn bijnaam was The Legendary Rider. Hij was de zoon van de Japanse autocoureur Mitsuo Abe.
In de periode 1994-2004 reed Abe 144 GP-races in de Grand Prix 500 cc-klasse. Zijn eerste deelname aan een GP-race was in het seizoen '94 tijdens de Grand Prix van Japan op het circuit van Suzuka, waaraan hij met een wildcard mocht deelnemen. Tot ieders verbazing leidde hij de wedstrijd tot drie bochten voor de finish, toen hij de controle over zijn motorfiets verloor en viel. Hierna werd hij opgenomen in het team van Yamaha. In de hieropvolgende jaren won hij drie keer een Grand Prix (GP van Japan 1996 en 2000, GP van Brazilië 1999) en behaalde in totaal zeventien podiumplaatsen. Zijn carrière in de MotoGP eindigde in 2004 op het circuit van Valencia.
Norick Abe kwam op 32-jarige leeftijd in de nacht van 6 op 7 oktober 2007 om bij een verkeersongeval, toen hij in zijn woonplaats met zijn Yamaha T-Max motorscooter inreed op een vrachtwagen die - in strijd met de ter plaatse geldende regels - trachtte te keren op een vierbaansweg.

## Statistieken
Tussen 1994 en 2004 kwam Abe uit in het wereldkampioenschap wegrace en behaalde daarin in totaal drie overwinningen en 17 podiumplaatsen.
| Seizoen | Klasse       | Motor         | Race | Winst | Podium | Pole | FLap | Punten | Plaats |
| ------- | ------------ | ------------- | ---- | ----- | ------ | ---- | ---- | ------ | ------ |
| 1994    | 500 cc       | Yamaha YZR500 | 3    | -     | -      | -    | -    | 20     | 17e    |
| 1995    | 500 cc       | Yamaha YZR500 | 13   | -     | 1      | -    | -    | 81     | 9e     |
| 1996    | 500 cc       | Yamaha YZR500 | 15   | 1     | 4      | -    | 1    | 148    | 5e     |
| 1997    | 500 cc       | Yamaha YZR500 | 15   | -     | 1      | -    | -    | 126    | 7e     |
| 1998    | 500 cc       | Yamaha YZR500 | 14   | -     | 3      | -    | -    | 128    | 6e     |
| 1999    | 500 cc       | Yamaha YZR500 | 16   | 1     | 4      | -    | -    | 136    | 6e     |
| 2000    | 500 cc       | Yamaha YZR500 | 16   | 1     | 3      | -    | -    | 147    | 8e     |
| 2001    | 500 cc       | Yamaha YZR500 | 16   | -     | 1      | -    | -    | 137    | 7e     |
| 2002    | MotoGP       | Yamaha YZR-M1 | 15   | -     | -      | -    | -    | 129    | 6e     |
| 2003    | MotoGP       | Yamaha YZR-M1 | 5    | -     | -      | -    | -    | 31     | 16e    |
| 2004    | MotoGP       | Yamaha YZR-M1 | 16   | -     | -      | -    | -    | 74     | 12e    |
| 2005    | WK Superbike | Yamaha YZF-R1 | 17   | -     | -      |      |      | 123    | 13e    |
| 2006    | WK Superbike | Yamaha YZF-R1 | 19   | -     | -      |      |      | 112    | 13e    |
| Totaal  |              |               | 180  | 3     | 17     | 0    | 1    | 1327   |        |